# ARIEL (Weltraumteleskop)
Das Atmospheric Remote-sensing Infrared Exoplanet Large-survey (ARIEL) ist ein geplantes Weltraumteleskop und die vierte mittelgroße Mission (M4) im Rahmen des Programms Cosmic Vision 2015–2025 der Europäischen Weltraumorganisation (ESA). Das Teleskop soll 2029 zusammen mit der Kometensonde Comet Interceptor auf einer Ariane 62 gestartet werden. ARIEL soll mit Hilfe der Transitmethode die Atmosphären von etwa 1000 Exoplaneten untersuchen.

## Ziele und Aufbau
Präzise Spektroskopie des kombinierten Lichts eines Exoplaneten und des von ihm umkreisten Sterns, während und außerhalb wechselseitiger Bedeckungen (Transits), erlaubt es, von der Entdeckung von Exoplaneten zur Bestimmung der chemischen Zusammensetzung und Struktur ihrer Atmosphären zu gelangen. Gut geeignet dazu ist der infrarote Spektralbereich, der Signaturen wichtiger atmosphärischer Moleküle aufweist. Nach ersten Ergebnissen mit dem Spitzer-Weltraumteleskop und dem Hubble-Weltraumteleskop wird dies auch eine wichtige Aufgabe (von mehreren) für das James-Webb-Weltraumteleskop sein. Mit seinem wesentlich kleineren Teleskop wird ARIEL nicht mit der Empfindlichkeit des JWST konkurrieren können, kann aber seine für Exoplanetenstudien optimierten Instrumente und seine ganze Beobachtungszeit dazu verwenden, Informationen über eine Vielzahl hauptsächlich heißer Exoplaneten zu gewinnen.
Das Teleskop von ARIEL soll einen elliptischen Hauptspiegel von 1,1 m × 0,7 m erhalten, der passiv durch Abstrahlung auf etwa 55 K gekühlt wird. Damit ist empfindliche Spektroskopie im Infraroten bis zu einer Wellenlänge von 7,8 µm möglich. Zusätzlich wird Photometrie der Exoplanetentransits im sichtbaren Licht gewonnen. ARIEL soll in eine Umlaufbahn um den Lagrangepunkt L2 gebracht werden, von der Sonne aus gesehen etwa 1,5 Millionen Kilometer hinter der Erde.

## Geschichte des Projekts
Ein ähnliches Projekt Exoplanet Characterisation Observatory (EChO) war bereits für die M3-Startgelegenheit der ESA vorgeschlagen worden, wurde aber letztlich nicht ausgewählt. Ein modifizierter und vereinfachter Entwurf war dann als ARIEL für die M4-Startgelegenheit erfolgreich.